# Bo Eriksson (historiker)
Bo Ulf Wilhelm Eriksson, född 21 januari 1970 Maria Magdalena församling i Stockholm, är en svensk historiker och författare.

## Biografi
Bo Eriksson är docent i historia sedan han 2008 disputerade vid Stockholms universitet med avhandlingen Statstjänare och jordägare – adelsideologi i Per Brahe den äldres "Oeconomia" och är alltjämt (2023) verksam vid samma universitet. Han tilldelades Hertig Karls pris 2009 för att han ”förmedlat väsentlig historisk kunskap till en bred allmänhet” och ”etablerat sig som en kunnig populärhistoriker av främsta klass”. Han satt med i det vetenskapliga rådet för utgivandet av Norstedts Sveriges historia och har skrivit 1500-talsdelen i band 3 i samma serie. Under perioden 2015–2021 var han redaktör för Historisk tidskrift.
Eriksson är även skribent på Tidskriften Respons och var berättarröst i SVT-dokumentären Världens historia: Kungahuset Windsor som hade premiär i juli 2020.